# Phyllorhynchus decurtatus
Espèce
Synonymes
- Phimothyra decurtata Cope 1868
- Phyllorhynchus arenicola Savage & Cliff 1954
- Phyllorhynchus decurtatus arenicolus Savage & Cliff 1954
- Phyllorhynchus decurtatus norrisi Smith & Langebartel, 1951
- Phyllorhynchus decurtatus nubilis Klauber, 1940
- Phyllorhynchus decurtatus perkinsi Klauber, 1935

Statut de conservation UICN

 LC  : Préoccupation mineure
Phyllorhynchus decurtatus est une espèce de serpents de la famille des Colubridae.

## Répartition
Cette espèce se rencontre au Mexique dans les États du Sonora et de Basse-Californie et aux États-Unis dans le sud de la Californie, du Nevada et de l'Arizona.

## Description
C'est un serpent ovipare.

## Taxinomie
Les sous-espèces Phyllorhynchus decurtatus arenicolus, Phyllorhynchus decurtatus norrisi, Phyllorhynchus decurtatus nubilis et Phyllorhynchus decurtatus perkinsi ont été synonymisées par Gardner & Mendelson en 2004.

## Publications originales
- Cope, 1869 "1868" : Sixth Contribution to the Herpetology of Tropical America. Proceedings of the Academy of Natural Sciences of Philadelphia, vol. 20, p. 305-313 (texte intégral).
- Klauber, 1935 : Phyllorhynchus, the Leaf-Nosed Snake. Bulletin of the Zoological Society of San Diego, vol. 12, p. 5-30.
- Klauber, 1940 : Two new sub-species of Phyllorhynchus, the Leaf-Nosed Snake, with notes on the genus. Transactions of the San Diego Society for Natural History, vol. 9, p. 195-214 (texte intégral).
- Smith & Langebartel, 1951 : A new geographic race of leaf-nosed snake from Sonora, Mexico. Herpetologica, vol. 7, p. 181-184.
- Savage & Cliff, 1954 : A new snake Phyllorhynchus arenicola, from the Gulf of California, Mexico. Proceedings of the Biological Society of Washington, vol. 67, p. 69-75 (texte intégral).